# Desa Citangkil
Desa Citangkil är en administrativ by i Indonesien.   Den ligger i provinsen Banten, i den västra delen av landet, 90 km väster om huvudstaden Jakarta. Desa Citangkil ligger vid sjön Waduk Krakatausteel.